# Аци-нітросполуки
Аци-нітросполуки (рос. аци-нитросоединения, англ. aci-nitro compounds) — назва гідрокарбіліденазинових кислот R2C=N+(–O–)ОН.
Вживати аци-нітро як префікс в систематичній номенклатурі при утворенні назв окремих сполук IUPAC не рекомендує.